# Liste der MacArthur Fellows
Die Liste der MacArthur Fellows enthält die Fellows der MacArthur Fellowship. Diese ist eine von der John D. und Catherine T. MacArthur Foundation vergebene Auszeichnung, verbunden mit einem fünfjährigen Stipendium.
| Inhaltsverzeichnis: 1981 • 1982 • 1983 • 1984 • 1985 • 1986 • 1987 • 1988 • 1989 • 1990 • 1991 • 1992 • 1993 • 1994 • 1995 • 1996 • 1997 • 1998 • 1999 • 2000 • 2001 • 2002 • 2003 • 2004 • 2005 • 2006 • 2007 • 2008 • 2009 • 2010 • 2011 • 2012 • 2013 • 2014 • 2015 • 2016 • 2017 • 2018 • 2019 • 2020 • 2021 • 2022 • 2023 • 2024 • Weblinks |

## Liste der MacArthur Fellows

### 1981
- A. R. Ammons, Dichter
- Joseph Brodsky, Dichter
- Gregory Chudnovsky, Mathematiker
- Robert Coles (* 1929), Kinderpsychiater und Autor, Professor in Harvard
- Shelly Errington, Kultur-Anthropologin zum Beispiel zu Mexiko, Südostasien, Professorin an der University of California, Santa Cruz
- Henry Louis Gates, Literaturwissenschaftler
- Michael Ghiselin, Evolutionsbiologe, Biologie-Historiker, Wissenschaftsphilosoph, der sich mit Giften von Meeresschnecken befasste, er war Professor in Berkeley und der University of Utah und war ab 1983 an der Kalifornischen Akademie der Wissenschaften.
- Stephen Jay Gould, Paläontologe
- Ian Graham (1923–2017), britischer Archäologe und Maya-Forscher
- John Imbrie, Geologe und Paläo-Klimatologe
- Elma Lewis (1921–2004), Kunsterzieherin, 1968 Gründerin des National Center for Afro-American Artists (NCAAA) in Boston.
- James Alan McPherson, Erzähler, Autor
- Roy Mottahedeh (* 1940), Historiker der Sozial- und Kulturgeschichte des frühen Islam und der Kulturgeschichte des Iran, Professor in Harvard
- Douglas D. Osheroff, Physiker
- Robert Root-Bernstein (* 1953), Physiologie-Professor an der Michigan State University, er schrieb über Kreativität und veröffentlichte unkonventionelle Überlegungen zur Ursache von AIDS
- Lawrence Rosen, Professor für Anthropologie in Princeton und für Jura an der Columbia University, er promovierte 1968 in Chicago und schrieb Bücher über Kulturgeschichte und Anthropologie der Justiz und über islamische Gesellschaften
- Carl E. Schorske, Kulturhistoriker
- Leslie Marmon Silko, Autorin
- Derek Walcott, Dichter und Theaterschriftsteller
- Robert Penn Warren, Dichter, Autor, Literaturkritiker
- Stephen Wolfram, Informatiker und Physiker
- John Cairns, Molekularbiologe, Arzt und Virologe
- Joel E. Cohen (* 1944), Populationsbiologe und Angewandter Mathematiker (in der Biologie), Professor an der Rockefeller University und der Columbia University.
- Richard Critchfield, US-amerikanischer Journalist und Essayist, er war beim Washington Star
- Howard Gardner, Psychologe
- John Gaventa (* 1949), US-amerikanischer Soziologe der Machtverteilung auf kommunaler Ebene, er war an der University of Tennessee, Autor von Radical Power (1976)
- David Hawkins, Philosoph
- John Holdren, Abrüstung, Energiefragen
- Ada Louise Huxtable (1921–2013), Architektur-Kritikerin bei der New York Times, wo sie 1970 einen Pulitzer-Preis gewann, und Architektur-Historikerin, Biographin von Frank Lloyd Wright.
- Robert Kates (1929–2018), US-amerikanischer Geograph, ehemaliger Professor an der Brown University. Er befasste sich mit Bevölkerungsentwicklung und Umwelteinflüssen auf die Bevölkerung.
- Raphael Carl Lee (* 1949), plastischer Chirurg an der University of Chicago, forschte im Bereich der Trauma-Behandlung und entwickelte künstliche Chaperone zur Verbesserung der Heilungschancen bei Verletzungen.
- Cormac McCarthy (1933–2023), Autor
- Barbara McClintock, Genetikerin
- Richard C. Mulligan (* 1954), Genetiker, Professor an der Harvard Medical School. Gentherapie.
- Elaine Pagels, Religionshistorikerin
- David Pingree, Wissenschaftshistoriker
- Paul G. Richards (* 1943), Seismologe, Professor an der Columbia University
- Richard Rorty, Philosoph
- Joseph Hooton Taylor Jr., Astrophysiker
- Michael Woodford (* 1955), Wirtschaftswissenschaftler (Makroökonomie, Geldpolitik), Professor an der Columbia University, Autor von Interest and Prices - Foundations of a theory of monetary policy (2003).
- George Zweig, Physiker und Neurobiologe

### 1982
- Fouad Ajami (* 1945), libanesisch-US-amerikanischer Politikwissenschaftler (Mittlerer Osten), Professor in Princeton und danach an der Johns Hopkins University. Setzte sich öffentlich in den USA für Selbstbestimmung der Palästinenser und für den Irak-Krieg ein.
- Charles Bigelow, Graphikdesigner
- Peter Brown, Historiker
- Robert Darnton, Historiker
- Persi Diaconis, Statistiker
- William Gaddis, Erzähler
- Ved Mehta (* 1934), indisch-US-amerikanischer blinder Autor. Er war Journalist beim The New Yorker.
- Robert Parris Moses (* 1935), Bürgerrechtsaktivist für die Rechte der Schwarzen in den US-Südstaaten in den 1960er Jahren. Mit den Geldern des Preises begann er das US Algebra Project für bessere Mathematikausbildung von Schwarzen und Minderheiten in den USA.
- Richard A. Muller, Astrophysiker
- Conlon Nancarrow, Komponist
- Alfonso Ortiz (1939–1997), indianischer US-amerikanischer Kulturanthropologe. Er lehrte unter anderem in Princeton und New Mexico. Präsident der Association for American Indian Affairs. Veröffentlichte zu den Pueblo Indianern, indianischen Mythen und indianischer Kultur.
- Francesca Rochberg, Assyriologin und Wissenschaftshistorikerin
- Charles F. Sabel, Politikwissenschaftler, Jurist
- Ralph Shapey, Komponist, Dirigent
- Michael Silverstein (1945–2020), Linguist und Anthropologe, Professor an der Universität Chicago. Prägte den Begriff Language Ideologies.
- Randolph Whitfield, Jr, US-amerikanischer Augenarzt, der in Kenia Augenkrankheiten wie Trachome und Glaukome behandelte und Ärzte ausbildete.
- Frank Wilczek, Physiker
- Frederick Wiseman, Dokumentarfilmregisseur
- Edward Witten, Physiker

### 1983
- R. Stephen Berry, physikalische Chemie
- Philip D. Curtin (1922–2009), Professor an der Johns Hopkins University, Historiker der Geschichte Afrikas und des atlantischen Sklavenhandels (er vermutete von dort einen Import von rund 10 Millionen Sklaven)
- William H. Durham, biologischer Anthropologe, Professor in Stanford. Er untersuchte Demographie in Mittelamerika und Regenwaldvernichtung in Südamerika.
- Bradley Efron, Statistiker
- David L. Felten, Mediziner und Neurowissenschaftler. Er war Professor an der University of California, Irvine, der University of Rochester und der Oakland University.
- Shlomo Dov Goitein (1900–1985), deutschstämmiger jüdischer Mediävist, der sich mit jüdischer Geschichte im islamischen Mittelalter befasste, besonders in Kairo. Er war an der Hebrew University und am Institute for Advanced Study.
- Ramón A. Gutiérrez, US-amerikanischer Historiker an der Universität Chicago, der sich mit der Geschichte und Soziologie von spanischstämmigen US-Amerikanern befasste.
- Béla Julesz, Psychologe
- William Kennedy, Erzähler
- Leszek Kołakowski, Historiker der Philosophie und Religion
- Brad Leithauser (* 1953), US-amerikanischer Lyriker und Schriftsteller
- Lawrence W. Levine (1933–2006), US-amerikanischer Historiker (US-amerikanische Geschichte) in Berkeley und an der George Mason University.
- Ralph Manheim (1907–1992), US-amerikanischer Übersetzer aus dem Deutschen und Französischen, unter anderem von Günter Grass, Brecht, Hermann Hesse, Novalis, Handke, Martin Heidegger.
- Charles S. Peskin, Mathematiker
- Julia Robinson, Mathematikerin
- John Sayles, Filmregisseur und Autor
- Peter Sellars, Theater- und Operndirektor
- Adrian Wilson, Buchdesigner und Buchhistoriker
- Irene J. Winter, Kunsthistorikerin und Archäologin (Mesopotamien), Professorin in Harvard.
- Mark S. Wrighton (* 1949), Chemiker (metallische Katalysatoren, Photochemie), Professor am MIT und danach an der Washington University in St. Louis
- Seweryn Bialer (1926–2019), Politikwissenschaftler an der Columbia University, Experte für den Kommunismus in Osteuropa
- William C. Clark (* 1948), Professor in Harvard, Umweltpolitik-Analyst und Umweltaktivist
- Randall Forsberg (1943–2007), Politikwissenschaftlerin, Gründerin des Institute for Defense and Disarmament Studies in Cambridge/Massachusetts und vorher am Stockholmer Friedensforschungsinstitut, Aktivistin für Abrüstung und Rüstungskontrolle
- Alexander L. George (1920–2006), Politikwissenschaftler, Professor in Stanford. Er untersuchte internationale Sicherheitsbeziehungen zwischen den USA und der Sowjetunion im Kalten Krieg.
- Mott Greene, Wissenschaftshistoriker
- John Hopfield, Physiker und Biologe
- Sylvia A. Law (* 1942), Juraprofessorin an der New York University. Sie ist die erste Stipendiatin für Jura mit Spezialisierung auf den Gesundheitsbereich, Frauenrechte, Wohlfahrt, Bürgerrechte.
- Robert K. Merton, Historiker und Wissenschaftssoziologe
- Walter F. Morris, Jr., Archäologe, Kulturanthropologe und Gründer von Aid to Artisans in Hartford zur Unterstützung von kleinen Handwerkern in der Dritten Welt.
- A. K. Ramanujan (1929–1993), indischer Schriftsteller, Übersetzer, Philologe, Literaturwissenschaftler, Professor in Chicago
- Alice Rivlin (1931–2019), Wirtschaftswissenschaftlerin und Politikwissenschaftlerin, sie war Direktorin des Congressional Budget Office, war im Kabinett von Bill Clinton und Gouverneurin und Vize-Kanzlerin der Federal Reserve Bank.
- Richard Schoen, Mathematiker
- Karen Uhlenbeck, Mathematikerin

### 1984
- George W. Archibald (* 1946), Ornithologe, der sich insbesondere Kranichen widmete (Mitgründer der International Crane Foundation)
- Ernesto J. Cortes, Jr., kommunale Entwicklung, Leiter für die südwestliche USA der Industrial Areas Foundation.
- Robert Hass, Dichter, Kritiker, Übersetzer
- Robert Irwin (1928–2023), Maler, Installationskünstler
- Ruth Prawer Jhabvala, Erzählerin und Drehbuchautorin
- J. Bryan Hehir, Religionswissenschaftler und Politikwissenschaftler
- Paul Oskar Kristeller, Philosoph, Kulturgeschichte
- Sara Lawrence-Lightfoot, Kultur-Soziologin, Professor in Harvard
- Heather Lechtman, Materialwissenschaftlerin und Archäologin, zum Beispiel über Metallurgie der Inka, Professor am MIT
- Michael Lerner, Gesundheitsfürsorge, Mitgründer von Commonweal
- Andrew W. Lewis, Mediävist (speziell Frankreich), Professor an der Missouri State University
- Arnold J. Mandell, Neurowissenschaftler und Psychiater, Gründungsprofessor am Lehrstuhl für Psychiatrie der University of California, San Diego, Professor an der Emory University
- Matthew Meselson, Genetiker, Abrüstung
- David Nelson, Physiker
- Michael Piore (* 1940), Wirtschaftswissenschaftler, Professor am MIT, Publikationen zu Innovationen, Arbeitsmarkt und Einwanderung in den Industriestaaten
- Judith N. Shklar, Politikphilosophie
- Charles Simic, Dichter, Übersetzer, Essayist
- David Stuart (* 1965), Maya-Linguist, Professor an der Universität Texas in Austin.
- John E. Toews, Kulturgeschichte, Direktor des Programms für vergleichende Geschichte von Ideen an der University of Washington
- James Turrell, Landart-Künstler
- Jay Weiss, Psychologe, Professor an der Emory University, Forschungen über Stress
- Carl Woese, Molekularbiologe
- Shelly Bernstein, pädiatrische Hämatologin
- Peter J. Bickel (* 1940), Statistiker, Professor in Berkeley
- William Drayton (* 1943), Public Service Innovator, ursprünglich Jurist, im Umweltministerium der Carter-Administration unter anderem für Emissionshandel zuständig, Gründer von Ashoka, Innovators for the Public und Vorstand des Community Greens Projekts, erfand den Ausdruck Social Entrepreneur.
- Sidney Drell, Physiker
- Mitchell Feigenbaum, Physiker
- Michael Freedman, Mathematiker
- Curtis G. Hames (1920–2005), Mediziner, der epidemiologische Studien über Herzkrankheiten und Schlaganfälle für die National Institutes of Health leitete (Evans County Heart Study), die unter anderem die positive Wirkung von HDL belegten.
- Shirley Heath, linguistische Anthropologin, Professorin in Stanford, unter anderem Sprachpädagogik in Grundschulen in den USA
- Bette Howland, Autorin und Literaturkritikerin
- Bill Irwin (* 1950), Clown und Schauspieler, der für Theaterproduktionen bekannt ist und in den 1970er Jahren an der damaligen Renaissance des Zirkus in den USA beteiligt war.
- Fritz John, Mathematiker
- Galway Kinnell (1927–2014), US-amerikanischer Lyriker, Professor an der New York University
- Henry Kraus (1906–1995), er organisierte in den 1930er Jahren einflussreiche Streiks in der US-Automobilindustrie und war später Journalist in Paris und schrieb Bücher über europäische Kunstgeschichte.
- Peter Mathews (* 1951), australischer Maya-Archäologe, Professor an der australischen La Trobe University.
- Beaumont Newhall (1908–1993), Historiker der Fotografie, Kurator am Museum of Modern Art
- Roger Payne (1935–2023), Zoologe, bekannt für seine Veröffentlichung der Gesänge von Buckelwalen 1970
- Edward V. Roberts (1939–1995), Anwalt, US-amerikanischer Pionier in der Bürgerrechtsbewegung für die Rechte für Behinderte (er war selbst behindert), der in Berkeley verschiedene Zentren dazu gründete.
- Elliot Sperling, Tibetische Studien
- Frank Sulloway (* 1947), Psychologe und Wissenschaftshistoriker, bekannt für eine Sigmund-Freud-Biographie. Unter anderem Gastprofessor am MIT und in Berkeley.
- Alar Toomre, Astronom und Mathematiker
- Amos Tversky, Kognitionswissenschaftler
- Kirk Varnedoe (1946–2003), Kunsthistoriker, Professor am Institute of Advanced Study und davor an verschiedenen New Yorker Universitäten, Kurator für Skulpturen am Museum of Modern Art. Unter anderem Experte für Rodin.
- Bret Wallach, Kultur-Geographie, Professor an der University of Oklahoma
- Arthur Winfree, Biologe und Mathematiker
- Billie Jean Young (* 1947), Schauspielerin und Autorin (Lyrik, Theater) aus Alabama.

### 1985
- Joan Abrahamson, Stadtentwicklung
- John Ashbery, Dichter
- John F. Benton, Mediävist
- Harold Bloom, Literaturkritiker
- Waleri Nikolajewitsch Tschalidse, Physiker und Menschenrechtsaktivist
- William Cronon, Umwelt-Historiker
- Merce Cunningham, Choreograph
- Jared Diamond, Evolutionsbiologe, Bio-Geograph
- Marian Wright Edelman, Kinderschutz
- Morton Halperin, Politikwissenschaftler
- Robert M. Hayes, Anwalt, Menschenrechtsaktivist
- Edwin Hutchins, Kognitionswissenschaftler
- Sam Maloof, Möbeldesigner
- Andrew McGuire, Traumatologe
- Patrick Noonan, Artenschutz
- George Oster, mathematischer Biologe
- Thomas G. Palaima, klassischer Philologe
- Peter H. Raven, Botaniker
- Jane S. Richardson, Biochemiker
- Gregory Schopen, Religionshistoriker
- Franklin Stahl, Genetiker
- J. Richard Steffy, Unterwasser-Archäologe
- Ellen Stewart, Theaterdirektorin
- Paul Taylor, Choreograph
- Shing-Tung Yau, Mathematiker

### 1986
- Paul Adams, Neurobiologe
- Milton Babbitt, Komponist
- Christopher I. Beckwith, Sinologe, Tibetologe
- Richard Benson, Fotograf
- Lester R. Brown, Wirtschaftswissenschaftler (Landwirtschaft)
- Caroline Walker Bynum, Mediävistin
- William A. Christian, Religionshistoriker
- Nancy Farriss, Historikerin
- Benedict Gross, Mathematiker
- Daryl Hine, Dichter und Übersetzer
- Jack Horner, Paläontologe
- Thomas C. Joe, Sozialwissenschaftler
- David Keightley, Historiker und Sinologe
- Albert J. Libchaber, Physiker
- David C. Page, Molekulargenetiker
- George Perle, Komponist, Musiktheoretiker
- James Randi (1928–2020), Aufdeckung parapsychologischer Täuschung
- David Rudovsky, Menschenrechtsanwalt
- Robert Shapley, Neurophysiologie
- Leo Steinberg, Kunsthistoriker
- Richard P. Turco, Klimawissenschaft
- Thomas Whiteside, Journalist
- Allan C. Wilson, Biochemiker
- Jay Wright, Dichter and Theaterschriftsteller
- Charles Wuorinen, Komponist

### 1987
- Walter Abish, Autor
- Robert Axelrod, Politikwissenschaftler
- Robert F. Coleman, Mathematiker
- Douglas Crase, Dichter
- Daniel Friedan, Physiker
- David Gross, Physiker
- Ira Herskowitz, Molekulargenetiker
- Irving Howe, Literaturkritiker, Sozialkritiker
- Wesley Charles Jacobs, Jr., ländliche Entwicklung
- Peter Jeffery, Musikwissenschaftler
- Horace Freeland Judson, Wissenschaftshistoriker
- Stuart Kauffman, Evolutionsbiologe
- Richard Kenney, Dichter
- Eric Lander, Genetiker und Mathematiker
- Michael C. Malin, Geologe, Planetologe
- Deborah W. Meier, Erziehungsreform
- Arnaldo Momigliano, Historiker
- David Bryant Mumford, Mathematiker
- Tina Rosenberg, Journalist
- David Rumelhart, Psychologe, Kognitionswissenschaftler
- Robert Morris Sapolsky, Primatologe, Neuroendokrinologe
- Meyer Schapiro, Kunsthistoriker
- John Schwarz, Physiker
- Jon Seger, Evolutionsökologe
- Stephen Shenker, Physiker
- David Dean Shulman, Religionshistoriker
- Muriel S. Snowden, Stadtentwicklung
- Mark Strand, Dichter und Autor
- May Swenson, Dichter
- Huynh Sanh Thong, Übersetzer
- William Julius Wilson, Soziologe
- Richard Wrangham, Primatologe

### 1988
- Charles Archambeau, Geophysiker
- Michael Baxandall, Kunsthistoriker
- Ruth Behar, Kultur-Anthropologin
- Ran Blake, Komponist, Pianist
- Charles Burnett, Filmregisseur
- Philip James DeVries, Entomologe
- Andre Dubus, Autor
- Helen Edwards, Physikerin
- Jon H. Else, Dokumentarfilmregisseur
- John G. Fleagle, Primatologe, Paläontologe
- Cornell H. Fleischer, Historiker (Mittlerer Osten)
- Getatchew Haile, Philologe, Linguist
- Raymond Jeanloz, Geophysiker
- M. Philip Kahl, Biologe
- Naomi Pierce, Biologin
- Thomas Pynchon, Schriftsteller
- Stephen J. Pyne, Umwelt-Historiker
- Max Roach, Jazzmusiker
- Paul Roldan, Stadtentwickler
- Anna Curtenius Roosevelt, Archäologin
- David Alan Rosenberg, Militärhistoriker
- Susan I. Rotroff, Archäologin
- Bruce Schwartz, Bildhauer und Puppenspieler
- Robert Shaw, Physiker
- Jonathan Spence, Historiker
- Noel Swerdlow, Astronomiehistoriker
- Gary A. Tomlinson, Musikwissenschaftler
- Alan Walker, Paläontologe
- Eddie N. Williams, politischer Aktivist und Bürgerrechtler
- Rita P. Wright, Archäologin
- Garth Youngberg, Agronom

### 1989
- Anthony Amsterdam, Jurist
- Byllye Avery, Frauengesundheit
- Alvin Bronstein, Menschenrechtsanwalt
- Leo Buss, Evolutionsbiologe
- Jay Cantor, Autor
- George D. Davis, Umweltpolitik-Analytiker
- Allen Grossman, Dichter
- John Harbison, Komponist, Dirigent
- Keith Hefner, Journalist, Pädagoge
- Ralf Hotchkiss, Ingenieur
- John Rice Irwin, Kurator
- Daniel Hunt Janzen, Evolutionsbiologe
- Bernice Johnson Reagon, Musikhistorikerin, Komponistin, Sängerin
- Aaron Lansky, Kulturanthropologe
- Jennifer Moody, Archäologin und Anthropologin
- Errol Morris, Filmregisseur
- Vivian Paley, Pädagogin und Autorin
- Richard Powers, Erzähler
- Martin Puryear, Bildhauer
- Theodore Rosengarten, Historiker
- Margaret W. Rossiter (1944–2025), Wissenschaftshistorikerin
- George Russell, Jazz-Komponist, Musiktheoretiker
- Pam Solo (* 1946), Abrüstungsaktivistin, eine der Leiterin der Nuclear Weapons Freeze Campaign
- Ellendea Proffer Teasley, Übersetzerin aus dem Russischen und Verlegerin (Ardis Press)
- Claire Van Vliet (* 1933), Buchkünstlerin, Typographin, Gründerin von Janus Press
- Baldemar Velasquez (* 1947), US-amerikanischer Gewerkschaftsaktivist von Landarbeitern, Gründer des Farm Workers Organizing Committee
- Bill Viola, Videokünstler
- Eliot Wigginton, Pädagoge
- Patricia Wright, Primatologin

### 1990
- John Christian Bailar III, Biostatistiker
- Martha Clarke, Theaterdirektorin
- Jacques d’Amboise, Tanzpädagoge
- Guy Davenport, Autor und Kritiker
- Lisa Delpit, Pädagogin, Bildungsreformerin
- John Eaton, Komponist
- Paul R. Ehrlich, Populationsbiologe
- Charlotte Erickson, Historikerin
- Lee Friedlander, Fotograf
- Margaret Geller, Astrophysikerin
- Jorie Graham, Dichterin
- Patricia Hampl, Autorin
- John Hollander, Dichter und Literaturkritiker
- Thomas C. Holt, Sozial- und Kulturhistoriker
- David Kazhdan, Mathematiker
- Calvin King, ländliche Entwicklung
- M. A. R. Koehl, Meeresbiologie
- Nancy Kopell, Mathematikerin
- Michael Moschen, Performance-Künstler
- Gary Nabhan, Ethnobotaniker
- Sherry B. Ortner, Anthropologe
- Otis Pitts, Stadtentwicklung
- Yvonne Rainer, Filmregisseurin und Choreographin
- Michael Schudson, Soziologe
- Rebecca J. Scott, Historikerin
- Marc Shell, Wissenschaftler
- Susan Sontag, Autorin und Kulturkritikerin
- Richard Stallman, Gründer der Free Software Foundation
- Guy Tudor, Artenschutz
- Maria Varela, Stadtentwicklung
- Gregory Vlastos, klassischer Philologe und Philosoph
- Kent Whealy, preservationist
- Eric Wolf, Anthropologe
- Sidney M. Wolfe, Arzt
- Robert Woodson, Stadtentwicklung
- Jose Zalaquett, Menschenrechtsanwalt

### 1991
- Jacqueline Barton, biophysikalische Chemikerin
- Paul Berman, Journalist
- James F. Blinn, Computeranimation
- Taylor Branch, Sozial-Historiker
- Trisha Brown, Choreographin
- Mari Jo Buhle, Historikerin
- Patricia Churchland, Neurophilosophin
- David Donoho, Statistiker
- Steven Feld, Anthropologe
- Alice Fulton, Dichterin
- Guillermo Gómez-Peña, Autor und Künstler
- Jerzy Grotowski, Theaterdirektor
- David Hammons, Künstler
- Sophia Harris, Kinderschutz
- Lewis Hyde, Autor
- Ali Akbar Khan, Musiker
- Sergiu Klainerman, Mathematiker
- Martin Kreitman, Genetiker
- Harlan Lane, Psychologe, Linguist
- William Linder, Stadtentwicklung
- Patricia Locke, Pädagogin in Indianerreservaten
- Mark Morris, Choreograf, Tänzer
- Marcel Ophüls, Dokumentarfilmregisseur
- Arnold Rampersad, Literaturkritiker, Biograph
- Gunther Schuller, Jazzmusiker, Komponist, Jazzhistoriker
- Joel Schwartz, Epidemiologe
- Cecil Taylor, Jazzpianist
- Julie Taymor, Theaterregisseurin
- David Werner, Gesundheitsfürsorge
- James A. Westphal, Ingenieur und Wissenschaftler
- Eleanor Wilner, Dichterin

### 1992
- Janet Benshoof, Anwältin
- Robert Blackburn, Drucker
- Unita Blackwell, Menschenrechtsaktivistin
- Lorna Bourg, ländliche Entwicklung
- Stanley Cavell, Philosoph
- Amy Clampitt, Dichter
- Ingrid Daubechies, Mathematiker
- Persi Diaconis, Mathematiker und Statistiker
- Wendy Ewald, Fotograf
- Irving Feldman, Dichter
- Barbara Fields, Historiker
- Robert Hall, Journalist
- Ann Ellis Hanson, Historikerin
- John H. Holland, Informatiker
- Wes Jackson, Biologe
- Evelyn Fox Keller, Historikerin und Philosophin
- Steve Lacy, Jazz-Saxophonist
- Suzanne Lebsock, Sozialhistorikerin
- Sharon R. Long, Pflanzen-Biologin
- Norman Manea, Autor
- Paule Marshall, Autorin
- Michael Massing, Journalist
- Robert McCabe, Erzieher
- Susan Meiselas, Fotojournalistin
- Amalia Mesa-Bains, Künstlerin und Kulturkritikerin
- Stephen Schneider, Klimatologe
- Joanna Scott, Autor
- John T. Scott, Künstler
- John Terborgh, Biologe im Artenschutz
- Twyla Tharp, Tänzerin, Choreographin
- Philip Treisman, Mathematikpädagoge
- Laurel Thatcher Ulrich, Historikerin
- Geerat J. Vermeij, Evolutionsbiologe
- Günter P. Wagner, Entwicklungsbiologe

### 1993
- Nancy Cartwright, Philosophin
- Demetrios Christodoulou, Mathematiker und Physiker
- Maria Crawford, Geologin, sie promovierte 1964 in Berkeley und war Professorin in Bryn Mawr
- Stanley Crouch, Jazzkritiker, Autor
- Nora England (* 1946), anthropologische Linguistin der Maya, Professorin an der University of Texas at Austin
- Paul Farmer (1959–2022), Arzt und Anthropologe, Professor in Harvard, Gesundheitsfürsorge in Entwicklungsländern (wie Haiti, Ruanda), Gründer von Partners in Health
- Victoria Foe (* 1945), Entwicklungsbiologin (Drosophila), Professor an der University of Washington
- Ernest J. Gaines (1933–2019), Schriftsteller, mit einem biographischen Hintergrund als Schwarzer in den Südstaaten, zum Beispiel A lesson before dying (1993)
- Pedro José Greer (* 1956), Arzt, Professor an der Florida International University, Gründer von Camillus Health Concern, einer katholischen Hilfsorganisation für Obdachlose in Miami. 2009 erhielt er die Presidential Medal of Freedom.
- Thom Gunn (1929–2004), britischer Schriftsteller und Lyriker, der nach San Francisco zog und für die Behandlung homosexueller Themen bekannt ist (The Man with Night Sweats 1992)
- Ann Hamilton (1956), Künstlerin (Installationen, Textilkunst, Skulpturen)
- Sokoni Karanja, Expertin für Kind- und Familienentwicklung
- Ann Lauterbach, Dichterin, Literaturkritikerin
- Stephen Lee, Chemiker
- Carol Levine, AIDS-Spezialistin
- Amory Lovins, Physiker und Energie-Spezialist
- Jane Lubchenco, Meeresbiologin
- Ruth Lubic, Krankenschwester
- Jim Powell, Dichter, Übersetzer
- Margie Profet, Evolutionsbiologin
- Thomas M. Scanlon, Philosoph
- Aaron Shirley, Gesundheitsfürsorge
- Bill Siemering, Journalist, Radioproduzent
- Ellen Silbergeld, Toxikologin
- Leonard van der Kuijp, Philologe and Historiker
- Frank von Hippel, Rüstungskontrolle, Energiefragen
- John Edgar Wideman, Autor
- Heather Williams, Biologin und Ornithologin
- Marion Williams, Gospelmusik
- Robert H. Williams, Physiker und Energie-Experte
- Henry T. Wright, Archäologe und Anthropologe

### 1994
- Robert Adams, Fotograf
- Jeraldyne Blunden, Choreographin
- Anthony Braxton, Jazzmusiker
- Rogers Brubaker, Soziologe
- Ornette Coleman, Jazzmusiker
- Israel Moissejewitsch Gelfand, Mathematiker
- Faye Ginsburg, Anthropologin
- Heidi Hartmann, Wirtschaftswissenschaftlerin
- Bill T. Jones, Tänzer, Choreograph
- Peter E. Kenmore, Entomologe
- Joseph E. Marshall, Erzieher
- Carolyn McKecuen, Wirtschaftsentwicklung
- Donella Meadows, Autor
- Arthur Mitchell, Choreograph, Tänzer
- Hugo Morales, Radioproduzent
- Janine Pease, Pädagoge
- Willie Reale, Theater-Lehrer
- Adrienne Rich, Schriftstellerin
- Sam-Ang Sam, Musiker
- Vincent Almendros, Animator
- Jack Wisdom, Physiker

### 1995
- Allison Anders, Film- und Fernsehregisseurin
- Jed Z. Buchwald, Historiker
- Octavia E. Butler, Erzählerin (Science Fiction)
- Sandra Cisneros, Autorin und Dichterin
- Sandy Close, Journalistin
- Fred Cuny, Katastrophenschutz
- Sharon Emerson, Biologe
- Richard Foreman, Theaterdirektor
- Alma Guillermoprieto, Journalist
- Virginia Hamilton, Autorin
- Donald Hopkins, Arzt
- Susan Kieffer, Geologin
- Elizabeth LeCompte, Theaterdirektor
- Patricia Nelson Limerick, Historikerin
- Michael Marletta, Chemiker
- Pamela Matson, Ökologin
- Susan McClary, Musikwissenschaftlerin
- Meredith Monk, Sängerin, Komponistin
- Rosalind P. Petchesky, Politikwissenschaftlerin
- Joel Rogers, Politikwissenschaftler
- Cindy Sherman, Fotografin
- Bryan Stevenson, Anwalt für Menschenrechte
- Nicholas Strausfeld, Neurobiologe
- Richard White, Historiker

### 1996
- Roger Angel, Astronom
- Joaquin Avila, Wahlrecht
- Allan Bérubé, Historiker
- Barbara Block, Meeresbiologin
- Joan Breton Connelly, klassische Archäologin
- Thomas Daniel, Biologe
- Martin Daniel Eakes, Strategien der Wirtschaftsentwicklung
- Rebecca Goldstein, Autorin
- Robert Greenstein, Politikwissenschaftler
- Richard Howard, Dichter
- John Jesurun, Theaterschriftsteller
- Richard Lenski, Biologe
- Louis Massiah, Dokumentarfilmregisseur
- Vonnie McLoyd, Entwicklungspsychologe
- Thylias Moss, Dichter und Autor
- Eiko Otake und Koma Otake, Tänzer, Choreographen
- Nathan Seiberg, Physiker
- Anna Deavere Smith, Theaterschriftstellerin, Journalistin, Schauspielerin
- Dorothy Stoneman, Pädagogin
- William E. Strickland, Kunsterzieher

### 1997
- Luis Alfaro, Autor und Performance-Künstler
- Lee Breuer, Theaterschriftsteller
- Vija Celmins, Malerin
- Eric Charnov, Evolutionsbiologe
- Elouise Cobell, Banker
- Peter Galison, Historiker
- Mark Harrington, AIDS-Forscher
- Eva Harris, Molekularbiologin
- Michael Kremer, Wirtschaftswissenschaftler
- Russell Lande, Biologe
- Kerry James Marshall, Künstler
- Nancy A. Moran, Evolutionsbiologin und Ökologin
- Han Ong, Theaterschriftsteller
- Kathleen Ross, Pädagogin
- Pamela Samuelson, Juristin, Spezialistin für Urheberrecht
- Susan Stewart, Literaturwissenschaftlerin und Dichterin
- Elizabeth Streb, Tänzerin und Choreographin
- Trimpin, Schall-Bildhauer
- Loïc Wacquant, Soziologe
- Kara Walker, Künstlerin
- David Foster Wallace, Autor
- Andrew Wiles, Mathematiker
- Brackette Williams, Anthropologe

### 1998
- Janine Antoni, Künstlerin
- Ida Applebroog, Künstler
- Ellen Barry, Juristin, Menschenrechtsaktivistin
- Tim Berners-Lee, Erfinder des World Wide Web
- Linda Bierds, Dichter
- Bernadette Brooten, Historikerin
- John Carlstrom, Astrophysiker
- Mike Davis, Historiker
- Nancy Folbre, Wirtschaftswissenschaftlerin
- Avner Greif, Wirtschaftswissenschaftler
- Kun-Liang Guan, Biochemiker
- Gary Hill, Künstler
- Edward Hirsch, Dichter, Essayist
- Ayesha Jalal, Historiker
- Charles Richard Johnson, Autor
- Leah Krubitzer, Neurowissenschaftlerin
- Stewart Kwoh, Menschenrechtsaktivist
- Charles Lewis, Journalist
- William Macdonald, Rancher, Umweltschutz
- Peter N. Miller, Historiker
- Don Mitchell, Kulturgeograph
- Rebecca J. Nelson, Pflanzenpathologin
- Elinor Ochs, linguistische Anthropologin
- Ishmael Reed, Dichter, Essayist, Erzähler
- Benjamin D. Santer, Klimawissenschaftler
- Karl Sims, Informatiker und Künstler
- Dorothy Thomas, Menschenrechtsaktivistin
- Leonard Zeskind, Menschenrechtsaktivist
- Mary Zimmerman, Theaterschriftstellerin

### 1999
- Jillian F. Banfield, Geologin
- Carolyn Bertozzi, Chemikerin
- Xu Bing, Drucker, Kalligraph
- Bruce G. Blair, Politikwissenschaftler (Außenpolitische Analyse)
- John Bonifaz, Jurist, Wahlrechtsaktivist
- Shawn Carlson, Wissenschaftspädagoge
- Mark Danner, Journalist
- Alison Des Forges, Menschenrechtsaktivistin
- Elizabeth Diller, Architektin
- Saul Friedländer, Historiker
- Jennifer Gordon, Anwältin, Community Organizer
- David Hillis, Molekularbiologe
- Sara Horowitz, Anwältin, Aktivistin für die Rechte von Arbeitern
- Jacqueline Jones, Sozialhistorikerin
- Laura L. Kiessling, Biochemikerin
- Leslie Kurke, klassische Philologin, Literaturwissenschaftlerin
- David Levering Lewis, Biograph und Kulturhistoriker
- Juan Maldacena, Physiker
- Gay McDougall, US-amerikanische Anwältin, Sprecherin für Menschenrechte
- Campbell McGrath, Dichter
- Dennis A. Moore, anthropologischer Linguist
- Elizabeth Murray, Malerin
- Pepon Osorio, Künstler
- Ricardo Scofidio, Architekt
- Peter Shor, Informatiker
- Eva Silverstein, Physikerin
- Wilma Alpha Subra, Wissenschaftlerin für Umweltgesundheit
- Ken Vandermark, Jazz-Saxophonist, Komponist
- Naomi Wallace, Theaterschriftstellerin
- Jeffrey Weeks, Mathematiker
- Fred Wilson, Installationskünstler
- Ofelia Zepeda, Linguistin

### 2000
- Susan E. Alcock, Archäologe
- K. Christopher Beard, Paläontologe
- Lucy Blake, Umweltschutz
- Anne Carson, Dichterin
- Peter J. Hayes, Energiepolitik
- David Isay, Radioproduzent
- Alfredo Jaar, Fotograf
- Ben Katchor, Comiczeichner
- Hideo Mabuchi, Physiker
- Susan Marshall, Choreographin
- Samuel Mockbee, Architekt
- Cecilia Muñoz, Menschenrechtsanalystin
- Margaret Murnane, Physikerin
- Laura Otis, Neurowissenschaftlerin und Literaturwissenschaftlerin
- Lucia M. Perillo, Dichterin
- Matthew Rabin, Wirtschaftswissenschaftler
- Carl Safina, mariner Umweltschutz
- Daniel Schrag, Geochemiker
- Susan E. Sygall, Bürgerrechtsaktivistin
- Gina G. Turrigiano, Neurowissenschaftler
- Gary Urton, Anthropologe
- Patricia J. Williams, Juristin
- Deborah Willis, Fotografin, Historikerin der Fotografie
- Erik Winfree, Informatiker, Materialwissenschaftler
- Horng-Tzer Yau, Mathematiker

### 2001
- Andrea Barrett, Autorin
- Christopher Chyba, Astrobiologe
- Michael Dickinson, Bioingenieur
- Rosanne Haggerty, Stadtentwicklung
- Lene Hau, Physikerin
- Dave Hickey, Kunstkritiker
- Stephen Hough, Pianist
- Kay Redfield Jamison, Psychologin
- Sandra Lanham, Pilotin, Umweltschützerin
- Iñigo Manglano-Ovalle, Künstler
- Cynthia Moss, Naturhistorie
- Dirk Obbink, klassischer Philologe, Papyrologe
- Norman R. Pace, Biochemiker
- Suzan-Lori Parks, Theaterschriftstellerin
- Brooks Pate, physikalischer Chemiker
- Xiao Qiang, Menschenrechtsaktivist
- Geraldine Seydoux, Molekularbiologin
- Bright Sheng, Komponist
- David Spergel, Astrophysiker
- Jean Strouse, Biograph
- Julie Su, Menschenrechtsanwältin
- David Hildebrand Wilson, Mitbegründer des Museum of Jurassic Technology

### 2002
- Danielle Allen, klassische Philologin, Politikwissenschaftlerin
- Bonnie L. Bassler, Molekularbiologin
- Ann M. Blair, Kulturgeschichte
- Katherine Boo, Journalistin
- Paul Ginsparg, Physiker
- David B. Goldstein, Energiesparen
- Karen Hesse, Schriftstellerin
- Janine Jagger, Epidemiologin
- Daniel Jurafsky, Informatiker und Linguist
- Toba Khedoori, Künstlerin
- Liz Lerman, Choreographin
- George Lewis, Jazzposaunist
- Liza Lou, Künstler
- Edgar Meyer, Bassist, Komponist
- Jack Miles, Autor, Bibelkunde
- Erik Mueggler, Anthropologe und Ethnograph
- Sendhil Mullainathan, Wirtschaftswissenschaftler
- Stanley Nelson, Dokumentarfilmregisseur
- Lee Ann Newsom, Paläo-Ethnobotanikerin
- Daniela Rus, Informatikerin
- Charles C. Steidel, Astronom
- Brian Tucker, Seismologe
- Camilo José Vergara, Fotograf
- Paul Wennberg, atmosphärischer Chemiker
- Colson Whitehead, Autor

### 2003
- Guillermo Algaze, Archäologe
- James Collins, Biomedizin-Ingenieur
- Lydia Davis, Autorin
- Erik Demaine, Informatiker
- Corinne Dufka, Menschenrechts-Wissenschaftlerin
- Peter Gleick, Umweltschutzanalytiker
- Osvaldo Golijov, Komponist
- Deborah Jin, Physikerin
- Angela Johnson, Autorin
- Tom Joyce, Schmied
- Sarah H. Kagan, Krankenschwester in der Geriatrie
- Ned Kahn, Künstler, Entwurf wissenschaftlicher Ausstellungen
- Jim Yong Kim, Arzt
- Nawal M. Nour, Gynäkologe
- Loren H. Rieseberg, Botaniker
- Amy Rosenzweig, Biochemikerin
- Pedro A. Sanchez, Agronom
- Lateefah Simon, Frauenrechtlerin
- Peter Sís, Illustrator
- Sarah Sze, Bildhauerin
- Eve Troutt Powell, Historikerin
- Anders Winroth, Historiker
- Daisy Youngblood, Keramik-Künstlerin
- Xiaowei Zhuang, Biophysiker

### 2004
- Angela Belcher, Ingenieurin, Materialwissenschaftlerin
- Gretchen Berland, Ärztin und Filmregisseurin
- James Carpenter, Künstler
- Joseph DeRisi, Biologe
- Katherine Gottlieb, Gesundheitsvorsorge
- David Green, Technologietransfer
- Aleksandar Hemon, Autor
- Heather Hurst, Illustratorin (Archäologie)
- Edward P. Jones, Autor
- John Kamm, Menschenrechtsaktivist
- Daphne Koller, Informatikerin
- Naomi Leonard, Ingenieur
- Tommie Lindsey, Pädagoge
- Rueben Martinez, Geschäftsmann und Aktivist
- Maria Mavroudi, Historiker
- Vamsi Mootha, Arzt and Biologe
- Judy Pfaff, Bildhauer
- Aminah Robinson, Künstler
- Reginald R. Robinson, Pianist, Komponist
- Cheryl Rogowski, Landwirtin
- Amy B. Smith, Erfinderin und Ingenieurin
- Julie Theriot, Mikrobiologin
- C. D. Wright, Dichter

### 2005
- Marin Alsop, Dirigentin
- Ted Ames, Fischer, Meeresbiologe, Artenschutz
- Terry Belanger, Erhaltung seltener Bücher
- Edet Belzberg, Dokumentarfilmregisseur
- Majora Carter, Strategien für Stadtentwicklung
- Lu Chen, Neurowissenschaftler
- Michael Cohen, Pharmakologe
- Joseph Curtin, Geigenbauer
- Aaron Dworkin, Musikerzieher
- Teresita Fernández, Bildhauerin
- Claire Gmachl, Physiker
- Sue Goldie, Ärztin, Forscherin
- Steven M. Goodman, Biologe im Artenschutz
- Pehr Harbury, Biochemiker
- Nicole King, Molekularbiologin
- Jon Kleinberg, Informatiker
- Jonathan Lethem, Erzähler
- Michael Manga, Geophysiker
- Todd Martinez, theoretischer Chemiker
- Julie Mehretu, Maler
- Kevin M. Murphy, Wirtschaftswissenschaftler
- Olufunmilayo Olopade, Arzt
- Fazal Sheikh, Fotograf
- Emily Thompson, Historikerin
- Michael Walsh, Ingenieur

### 2006
- David Carroll, Autor und Illustrator in Naturgeschichte
- Regina Carter, Jazzgeigerin
- Kenneth C. Catania, Neurobiologe
- Lisa Curran, tropische Regenwälder
- Kevin Eggan, Biologe
- Jim Fruchterman, Unternehmer (Benentech)
- Atul Gawande, Chirurg und Autor
- Linda Griffith, Bioingenieur
- Victoria Hale, CEO von OneWorld Health
- Adrian Nicole LeBlanc, Journalist und Autor
- David Macaulay, Autor, Illustrator
- Josiah McElheny, Bildhauer
- D. Holmes Morton, Arzt
- John A. Rich, Arzt
- Jennifer Richeson, Sozialpsychologe
- Sarah Ruhl, Theaterschriftsteller
- George Saunders, Autor von Kurzgeschichten
- Anna Schuleit, Künstlerin
- Shahzia Sikander, Maler
- Terence Tao, Mathematiker
- Claire J. Tomlin, Flugzeug-Ingenieur
- Luis von Ahn, Informatiker
- Edith Widder, Erkundung der Tiefsee
- Matias Zaldarriaga, Kosmologe
- John Zorn, Komponist, Jazzmusiker

### 2007
- Deborah Bial, Bildungs-Strategien
- Peter Cole, Übersetzer, Dichter, Publizist
- Lisa Cooper, Ärztin
- Ruth DeFries, Umweltgeographin
- Mercedes Doretti, forensische Anthropologin
- Stuart Dybek, Kurzgeschichtenautor
- Marc Edwards, Bauingenieur, Wasserqualität
- Michael Elowitz, Molekularbiologe
- Saul Griffith, Erfinder
- Sven Haakanson, Alutiiq-Kurator und Anthropologe
- Corey Harris, Bluesmusiker
- David Tishelman, Historiker
- Cheryl Hayashi, Biologe der Spinnenseide
- My Hang V. Huynh, Chemiker
- Claire Kremen, Biologin im Artenschutz
- Whitfield Lovell, Maler, Installationskünstler
- Yoky Matsuoka, Neuro-Robotik
- Lynn Nottage, Theaterschriftsteller
- Mark Roth, Biochemiker und Biomediziner
- Paul Rothemund, Nanotechnologie
- Jay Rubenstein, Historiker (Mediävist)
- Jonathan Shay, klinischer Psychiater
- Joan Snyder, Maler
- Dawn Upshaw, Sängerin
- Shen Wei, Choreograph

### 2008
- Chimamanda Ngozi Adichie, Erzählerin
- Will Allen, Landwirt, „urban farmer“
- Regina Benjamin, Gesundheitsfürsorge
- Kirsten Bomblies, evolutionäre Pflanzengenetik
- Tara Donovan, Künstler
- Andrea Ghez, Astrophysiker
- Stephen D. Houston, Anthropologe
- Mary Jackson, Weberin und Bildhauerin
- Leila Josefowicz, Geigerin
- Alexei Jurjewitsch Kitajew, Physiker
- Walter Kitundu, Instrumentenmacher und Komponist
- Susan Mango, Entwicklungsbiologin
- Diane E. Meier, Geriatrie
- David R. Montgomery, Geomorphologie
- John Ochsendorf, Ingenieur and Architekturhistoriker
- Peter Pronovost, Notfallmedizin, Arzt
- Adam Riess, Astrophysiker
- Alex Ross, Musikkritiker
- Wafaa El-Sadr, Experte für Infektionskrankheiten
- Nancy Siraisi, Medizinhistorikerin
- Marin Soljačić, Physiker (Optik)
- Sally Temple, Neurowissenschaftler
- Jennifer Tipton, Bühnenlicht-Designerin
- Rachel I. Wilson, experimentelle Neurobiologie
- Miguel Zenón, Jazz-Saxophonist und Komponist

### 2009
- Lynsey Addario, Fotojournalistin
- Maneesh Agrawala, Technologie (Computer Vision)
- Timothy Barrett, Papierhersteller
- Mark Bradford, Medienkünstler
- Edwidge Danticat, Erzählerin
- Rackstraw Downes, Maler
- Esther Duflo, Wirtschaftswissenschaftlerin
- Deborah Eisenberg, Autorin von Kurzgeschichten
- Lin He, Molekularbiologe
- Peter Huybers, Klimawissenschaftler
- James Longley, Filmregisseur
- L. Mahadevan, angewandter Mathematiker
- Heather McHugh, Dichterin
- Jerry Mitchell, investigativer Journalist
- Rebecca Onie, Innovatorin im Gesundheitssystem
- Richard Prum, Ornithologe
- John A. Rogers, angewandter Physiker
- Elyn Saks, Anwalt für Fragen von Geisteskrankheiten
- Jill Seaman, Ärztin auf dem Gebiet der Infektionskrankheiten
- Beth Shapiro, Evolutionsbiologin
- Daniel Sigman, Bio-Geochemiker
- Mary Tinetti, Geriatrie-Ärztin
- Camille Utterback, digitale Künstlerin
- Theodore Zoli, Brückenbauingenieur

### 2010
- Amir Abo-Shaeer, Physiklehrer für sein innovatives High School Curriculum
- Jessie Little Doe Baird, Erhaltung bedrohter Sprachen
- Kelly Benoit-Bird, Meeresbiologin
- Nicholas Benson, Steinmetz (Stone Carver)
- Drew Berry, biomedizinischer Animator
- Carlos D. Bustamante, Populationsgenetiker
- Matthew Carter, Typograph
- David Cromer, Theaterregisseur
- John Dabiri, Biophysiker
- Shannon Lee Dawdy, Anthropologin
- Annette Gordon-Reed, Historikerin
- Yiyun Li, Erzählerin
- Michal Lipson, Physikerin (Optik)
- Nergis Mavalvala, Astrophysikerin
- Jason Moran, Jazzpianist und Komponist
- Carol Padden, Linguist für Zeichensprache
- Jorge Pardo, Installationskünstler
- Sebastian Ruth, Geiger und Musikerzieher
- Emmanuel Saez, Wirtschaftswissenschaftler
- David Simon, Autor, Produzent, Drehbuchschreiber
- Dawn Song, Expertin für Computersicherheit
- Marla Spivak, Entomologin, Erhaltung der Honigbiene
- Elizabeth Turk, Bildhauerin

### 2011
- Jad Abumrad, Radiomoderator und Produzent im Bereich Wissenschaft und Philosophie
- Marie-Therese Connolly, Anwältin für die Rechte von Senioren
- Roland Fryer, Wirtschaftswissenschaftler, ökonomische Ursachen von Ungleichgewichten in der Einkommensverteilung
- Jeanne Gang, Architektin
- Elodie Ghedin, Virologin und Parasitologin, Universität Pittsburgh, Aufklärung des Genoms wichtiger Parasiten der Dritten Welt (Schlafkrankheit, Leishmaniose, Flusskrankheit)
- Markus Greiner, Festkörperphysiker, Harvard University
- Kevin Guskiewicz, Sportmediziner, University of North Carolina, durch Sport bedingte Hirnverletzungen
- Peter Hessler, Journalist
- Tiya Miles, Historikerin an der University of Michigan, zum Beispiel Beziehungen Indianer und Afro-Amerikaner in US-Geschichte
- Matthew Nock, Psychiater an der Harvard University, Ursachen von Suiziden und selbstbeigebrachten Verletzungen
- Francisco Nunez, Chorleiter, Young People’s Chorus of New York City
- Sarah Otto, Evolutionsbiologin, University of British Columbia
- Shwetak Patel, Computeringenieur, Entwicklung von kostengünstigen Sensorsystemen zum Beispiel für energiesparende Häuser
- Dafnis Prieto, Jazz-Perkussionist und Komponist
- Kay Ryan, Lyrikerin
- Melanie Sanford, Chemikerin an der University of Michigan, organo-metallische Chemie
- William Seeley, Neurologe an der University of California, San Francisco. Zum Beispiel Ursachen und Therapien für Demenz im Vorderhirnlappen.
- Jacob Soll, Historiker, Rutgers University. Politisches Denken im frühneuzeitlichen Europa.
- A. E. Stallings, Lyrikerin, die insbesondere Bezüge zur klassischen Antike sucht. Übersetzerin von Lukrez De rerum natura.
- Ubaldo Vitali, Restaurator und Silberschmied mit eigener Firma in Maplewood, New Jersey.
- Alisa Weilerstein, Cellistin.
- Yukiko Yamashita, Entwicklungsbiologin an der University of Michigan. Molekulare Biologie der Stammzellenentwicklung im Alter.

### 2012
- Natalia Almada, Dokumentarfilmerin
- Uta Barth, Fotografin
- Claire Chase, Musikunternehmerin
- Raj Chetty, Wirtschaftswissenschaftler
- Maria Chudnovsky, Mathematikerin
- Eric Coleman, Geriater
- Junot Díaz, Romanautor
- David Finkel, Journalist
- Olivier Guyon, Astronom und Physiker (Optik)
- Elissa Hallem, Neurobiologin
- An-My Lê, Fotografin
- Sarkis Mazmanian, medizinischer Mikrobiologe
- Dinaw Mengestu, Schriftsteller
- Maurice Lim Miller, Sozialaktivist
- Dylan C. Penningroth, Historiker
- Terry Plank, Geochemiker
- Laura Poitras, Dokumentarfilmerin
- Nancy Rabalais, Meeresökologin
- Benoît Rolland, Bogenbauer für Streichinstrumente
- Daniel Spielman, Informatiker
- Melody Swartz, Bioingenieurin
- Chris Thile, Mandolinespieler und Komponist
- Benjamin Warf, Kinderneurochirurg

### 2013
- Kyle Abraham, Tänzer und Choreograph
- Donald Antrim, Schriftsteller
- Phil Baran, Chemiker
- C. Kevin Boyce, Paläobotaniker
- Jeffrey Brenner, Arzt
- Colin Camerer, Verhaltensökonom
- Jeremy Denk, Pianist und Schriftsteller
- Angela Duckworth, Forschungspsychologin
- Craig Fennie, Materialwissenschaftler
- Robin Fleming, Mittelalterhistorikerin
- Carl Haber, Physiker und Audio-Konservator
- Vijay Iyer, Jazz-Pianist und Komponist
- Dina Katabi, Informatikerin
- Julie Livingston, Historikerin der Gesundheitswissenschaften und Anthropologin
- David Lobell, Landwirtschaftsökologe
- Tarell McCraney, Schauspieler
- Susan Murphy, Statistikerin
- Sheila Nirenberg, Neurowissenschaftlerin
- Alexei Ratmansky, Choreograph
- Ana Maria Rey, Atomphysikerin
- Karen Russell, Schriftstellerin
- Sara Seager, Astrophysikerin
- Margaret Stock, Anwältin für Immigration
- Carrie Mae Weems, Fotografin und Videokünstlerin

### 2014
- Danielle Bassett, Physikerin
- Alison Bechdel, Cartoonistin
- Mary L. Bonauto,Anwältin für Homosexuelle
- Tami Bond, Umweltingenieurin
- Steve Coleman, Jazz-Komponist und -Saxophonist
- Sarah Deer, Rechtsgelehrte und Anwältin
- Jennifer L. Eberhardt, Sozialpsychologin
- Craig Gentry, Informatiker
- Terrance Hayes, Dichter
- John Henneberger, Mieter- und Bauherren-Anwalt
- Mark Hersam, Materialwissenschaftler
- Samuel D. Hunter, Schauspieler
- Pamela O. Long, Wissenschafts- und Technik-Historikerin
- Rick Lowe, Künstler
- Jacob Lurie, Mathematiker
- Khaled Mattawa, Übersetzer und Dichter
- Joshua Oppenheimer, Dokumentarfilmer
- Ai-jen Poo, Gewerkschafterin
- Jonathan Rapping, Strafverteidiger
- Tara Zahra, Historikerin
- Yitang Zhang, Mathematiker

### 2015
- Patrick Awuah, Ausbildungsunternehmer
- Kartik Chandran, Umweltingenieur
- Ta-Nehisi Coates, Journalist
- Gary Cohen, Umweltaktivist im Gesundheitssektor
- Matthew Desmond, Soziologe
- William Dichtel, Chemiker
- Michelle Dorrance, Stepptänzerin und Choreographin
- Nicole Eisenman, Malerin
- LaToya Ruby Frazier, Photographin und Videokünstlerin
- Ben Lerner, Schriftsteller
- Mimi Lien, Bühnenbildnerin
- Lin-Manuel Miranda, Schauspieler und Komponist
- Dimitri Nakassis, Altertumswissenschaftler
- John Novembre, Theoretischer Biologe
- Christopher Ré, Informatiker
- Marina Rustow, Historikerin
- Juan Salgado, Bildungsmanager
- Beth Stevens, Neurowissenschaftlerin
- Lorenz Studer, Stammzell-Biologe
- Alex Truesdell, Designer und Herstellern von Hilfsmitteln für Behinderte
- Basil Twist, Puppenspieler und -Theaterdirektor
- Ellen Bryant Voigt, Dichterin
- Heidi Williams, Ökonomin
- Peidong Yang, Anorganischer Chemiker

### 2016
- Ahilan Arulanantham (43), Anwalt, American Civil Liberties Union of Southern California, Los Angeles
- Daryl Baldwin (53), Linguistiker, Miami University of Ohio, Oxford (Ohio)
- Anne Basting (51), Künstlerin und Theaterpädagogin, University of Wisconsin, Milwaukee
- Vincent Fecteau (47), Bildhauer, San Francisco
- Branden Jacobs-Jenkins (31), Dramatiker, New York City
- Kellie Jones (57), Kunsthistorikerin und Kuratorin, Columbia University, New York
- Subhash Khot (38), Theoretischer Informatiker, New York University, New York
- John Kun (45), Kulturhistoriker, University of Southern California, Los Angeles
- Maggie Nelson (43), Schriftstellerin, California Institute of the Arts, Valencia (Kalifornien)
- Dianne Newman (44), Mikrobiologin, California Institute of Technology, Pasadena (Kalifornien)
- Victoria Orphan (44), Geobiologin, California Institute of Technology, Pasadena
- Manu Prakash (36), „Physikalischer Biologe“ (Biophysiker) und Erfinder, Stanford University, Stanford (Kalifornien)
- José A. Quiñonez (45), Financial Services Innovator, Mission Asset Fund, San Francisco
- Claudia Rankine (53), Dichterin, Yale University, New Haven (Connecticut)
- Lauren Redniss, (42), Künstlerin und Schriftstellerin, Parsons The New School for Design, New York
- Mary Reid Kelley (37), Videokünstlerin, Olivebridge (New York)
- Rebecca Richards-Kortum (52), Bioingenieurin, Rice University, Houston
- Joyce J. Scott (67), Juwelierin und Bildhauerin, Baltimore
- Sarah Stillman (32), Journalistin und Redakteurin, The New Yorker, New York
- Bill Thies (38), Informatiker, Microsoft Research India, Bangalore
- Julia Wolfe (57), Komponistin, New York University, New York
- Gene Luen Yang (43), Comiczeichner, San José (Kalifornien)
- Jin-Quan Yu (50), synthetischer Chemiker, Scripps Research Institute, La Jolla

### 2017
- Njideka Akunyili Crosby, Malerin
- Sunil Amrith, Historiker
- Greg Asbed, Menschenrechtsaktivist
- Annie Baker, Dramatikerin
- Regina Barzilay, Informatikerin
- Dawoud Bey, Fotograf
- Emmanuel Candès, Mathematiker
- Jason De Léon, Anthropologe
- Rhiannon Giddens, Musikerin
- Nikole Hannah-Jones, Journalistin
- Cristina Jiménez Moreta, Sozialaktivistin
- Taylor Mac, Theatermacher
- Rami Nashashibi, Sozialaktivist
- Viet Thanh Nguyen, Schriftsteller und Kulturkritiker
- Kate Orff, Landschaftsarchitektin
- Trevor Paglen, Künstler und Geograf
- Betsy Levy Paluck, Psychologin
- Derek Peterson, Historiker
- Damon Rich, Designer und Stadtplaner
- Stefan Savage, Informatiker
- Yuval Sharon, Operndirektor und -produzent
- Tyshawn Sorey, Komponist und Musiker
- Gabriel Victoria, Immunologe
- Jesmyn Ward, Romanautorin

### 2018
- Matthew Aucoin, Komponist und Dirigent
- Julie Ault, Künstlerin und Kuratorin
- William J. Barber II, Geistlicher und Aktivist für soziale Gerechtigkeit
- Clifford Brangwynne, Biophysikingenieur
- Natalie Diaz, Dichterin
- Livia S. Eberlin, analytische Chemikerin
- Deborah Estrin, Informatikerin
- Amy Finkelstein, Gesundheitsökonomin
- Gregg Gonsalves, Epidemiologe und Gesundheitsaktivist
- Vijay Gupta, Geiger und Aktivist für soziale Gerechtigkeit
- Becca Heller, Menschenrechtsanwältin
- Raj Jayadev, Community Organizer
- Titus Kaphar, Maler
- John Keene, Schriftsteller
- Kelly Link, Romanautorin
- Dominique Morisseau, Dramatikerin
- Okwui Okpokwasili, Choreographin und Tänzerin
- Kristina Olson, Psychologin
- Lisa Parks, Medienwissenschaftlerin
- Rebecca Sandefur, Soziologin und Rechtswissenschaftlerin
- Allan Sly, Mathematiker
- Sarah T. Stewart, Planetologin
- Wu Tsang, Filmemacher und Performance-Künstler
- Doris Tsao, Neurowissenschaftlerin
- Ken Ward, Jr., Enthüllungsjournalist

### 2019
- Elizabeth S. Anderson, Philosophin
- Sujatha Baliga, Anwältin und Fachfrau für opferorientierte Justiz
- Lynda Barry, Comic-Autorin und Dozentin
- Mel Chin, Künstler
- Danielle Citron, Rechtsgelehrte
- Lisa Daugaard, Strafjustiz-Reformerin
- Annie Dorsen, Theaterkünstlerin
- Andrea Dutton, Geochemikerin und Paläoklimatologin
- Jeffrey Gibson, bildender Künstler
- Mary Halvorson, Gitarristin und Komponistin
- Saidiya Hartman, Literaturgelehrte und Kulturhistorikerin
- Walter Hood, Landschaftskünstler
- Stacy Jupiter, Meeresforscherin
- Zachary Lippman, Botaniker
- Valeria Luiselli, Schriftstellerin
- Kelly Lytle Hernández, Historikerin
- Sarah Michelson, Choreographin
- Jeffrey Alan Miller, Literaturgelehrter
- Jerry X. Mitrovica, theoretischer Geophysiker
- Emmanuel Pratt, Städtebauer
- Cameron Rowland, Künstler
- Vanessa Ruta, Neurowissenschaftlerin
- Joshua Tenenbaum, Kognitionswissenschaftler
- Jenny Tung, Evolutionsanthropologin und Genetikerin
- Ocean Vuong, Poet und Romanautor
- Emily Wilson, Altphilologin

### 2020
- Isaiah Andrews, Ökonometriker
- Tressie McMillan Cottom, Soziologin
- Paul Dauenhauer, Chemieingenieur
- Nels Elde, Evolutionsgenetiker
- Damien Fair, Kognitionsneurowissenschaftler
- Larissa FastHorse, Dramatikerin
- Catherine Coleman Flowers, Umweltaktivistin
- Mary L. Gray, Anthropologin
- N. K. Jemisin, Schriftstellerin
- Ralph Lemon, Künstler
- Paulina V. Lishko, Zell- und Entwicklungsbiologin
- Thomas Wilson Mitchell, Anwalt (Property Law)
- Natalia Molina, Historikerin
- Fred Moten, Kulturwissenschaftler und Dichter
- Cristina Rivera Garza, Schriftstellerin
- Cécile McLorin Salvant, Sängerin und Komponistin
- Monika Schleier-Smith, Experimentalphysikerin
- Mohammad R. Seyedsayamdost, Biochemiker
- Forrest Stuart, Soziologe
- Nanfu Wang, Dokumentarfilmerin
- Jacqueline Woodson, Schriftstellerin

### 2021
- Hanif Abdurraqib, Musikkritiker, Essayist und Lyriker
- Daniel Alarcón, Schriftsteller und Radioproduzent
- Marcella Alsan, Medizinökonomin
- Trevor Bedford, Computer-Virologe
- Reginald Dwayne Betts, Lyriker und Anwalt
- Jordan Casteel, Maler
- Don Mee Choi, Lyrikerin und Übersetzerin
- Ibrahim Cissé, Biophysiker
- Nicole Fleetwood, Kunsthistorikerin und Kuratorin
- Cristina Ibarra, Dokumentar-Filmemacherin
- Ibram X. Kendi, Historiker (amerikanische Geschichte) und Schriftsteller
- Daniel Lind-Ramos, Bildhauer und Maler
- Monica Muñoz Martinez, Historikerin (Public History)
- Desmond Meade, Bürgerrechtsaktivist
- Joshua Miele, Designer adaptiver Technologien
- Michelle Monje, Neurowissenschaftlerin und Neuroonkologin
- Safiya Noble, Internet- und Digitale-Medien-Wissenschaftlerin
- Taylor Perron, Geomorphologe
- Alex Rivera, Filmemacher und Medienkünstler
- Lisa Schulte Moore, Landschaftsökologin
- Jesse Shapiro, Mikroökonom
- Jacqueline Stewart, Filmwissenschaftlerin, -archivarin und -kuratorin
- Keeanga-Yamahtta Taylor, Historikerin und Schriftstellerin
- Victor J. Torres, Mikrobiologe
- Jawole Willa Jo Zollar, Choreographin und Tanzunternehmerin

### 2022
- Jennifer Carlson, Soziologin
- Paul Chan, Künstler
- Yejin Choi, Informatikerin
- P. Gabrielle Foreman, Literaturwissenschaftlerin
- Danna Freedman, Chemikerin (synthetische anorganische Chemie)
- Martha Gonzales, Musikerin, Künstlerin, Aktivistin
- Sky Hopinka, Filmemacher
- June Huh, Mathematiker
- Moriba Jah, Astrodynamiker
- Jenna Jambeck, Unweltingenieurin
- Monica Kim, Historikerin
- Robin Wall Kimmerer, Pflanzenökologin
- Priti Krishtel, Anwältin für Gesundheitsrechte
- Joseph Drew Lanham, Ornithologe
- Kiese Laymon, Schriftsteller
- Reuben Jonathan Miller, Soziologe und Kriminologe
- Ikue Mori, Musikerin
- Steven Prohira, Physiker
- Tomeka Reid, Musikerin
- Loretta J. Ross, Anwältin für reproduktive und Menschenrechte
- Steven Ruggles, historischer Demograph
- Tavares Strachan, Konzeptkünstler
- Emily Wang, Ärztin
- Amanda Williams, Künstlerin und Architektin
- Melanie Matchett Wood, Mathematikerin

### 2023
- E. Tendayi Achiume, Rechtswissenschaftlerin
- Andrea Armstrong, Inhaftierungsrechtswissenschaftlerin
- Rina Foygel Barber, Statistikerin
- Ian Bassin, Rechtsanwalt und Demokratieverteidiger
- Courtney Bryan, Komponistin und Pianistin
- Jason D. Buenrostro, Zell- und Molekularbiologe
- María Magdalena Campos-Pons, Installationskünstlerin
- Raven Chacon, Komponist und Installationskünstler
- Diana Greene Foster, Demografin und Forscherin zur reproduktiven Gesundheit
- Lucy Hutyra, Umweltaktivistin
- Carolyn Lazard, Künstlerin
- Ada Limón, Dichterin
- Lester Mackey, Computerwissenschaftler und Statistiker
- Patrick Makuakāne, Kulturbewahrer
- Linsey Marr, Umweltingenieurin
- Manuel Muñoz, Schriftsteller
- Imani Perry, interdisziplinäre Wissenschaftlerin und Autorin
- Dyani White Hawk, multidisziplinäre Künstlerin
- A. Park Williams, Hydroklimatologe
- Amber Wutich, Anthropologin

### 2024
- Loka Ashwood, Soziologin
- Ruha Benjamin, Autorin
- Justin Vivian Bond, künstlerisch tätige Person
- Jericho Brown, Dichter
- Tony Cokes, Medienkünstler
- Nicola Dell, Computerwissenschaftlerin
- Johnny Gandelsman, Geiger und Produzent
- Sterlin Harjo, Filmemacher
- Juan Felipe Herrera, Dichter und Autor
- Ling Ma, Romanautorin
- Jennifer L. Morgan, Historikerin
- Martha Muñoz, Evolutionsbiologin
- Shailaja Paik, Historikerin
- Joseph Parker, Evolutionsbiologe
- Ebony G. Patterson, Multimediakünstlerin
- Shamel Pitts, Tänzer und Choreograph
- Wendy Red Star, Künstlerin
- Jason Reynolds, Kinder- und Jugendbuchautor
- Dorothy Roberts, Rechtsgelehrte
- Keivan G. Stassun, Astronom
- Benjamin Van Mooy, Ozeanograph
- Alice Wong, Autorin und Behindertenrechtsaktivistin